# غوديرميس
غوديرميس (بالروسية: Гудермес) هي إحدى مدن روسيا في الكيان الفدرالي الروسي الشيشان. ويبلغ عدد سكانها حوالي 41271 نسمة.